# Sonate pour piano no 12 de Beethoven
Pour les articles homonymes, voir Sonate pour piano (homonymie).
La Sonate pour piano no 12 en la bémol majeur, opus 26, de Ludwig van Beethoven, fut composée entre 1800 et 1801,, publiée en 1802, et dédiée au prince Carl de Lichnowsky, son mécène depuis 1792. Beethoven a donné le titre de Marche funèbre sur la mort d'un héros au troisième mouvement. 
Sa composition fut contemporaine de celle de la Première Symphonie.

## Structure
La douzième sonate comprend quatre mouvements et son exécution dure environ vingt minutes :
1. Andante con variazioni
2. Scherzo, allegro molto
3. Maestoso andante, marcia funebre sulla morte d'un eroe
4. Allegro

Sa structure n'est pas habituelle, commençant par un mouvement lent sur un « thème et variations » avant de se poursuivre classiquement par les trois parties « rapide-lent-rapide ». La marche funèbre rappelle celle de sa troisième symphonie composée un an plus tard. On ne sait pas à quel « héros » le musicien fait référence.

### Andante con variazioni
Le mouvement de cette sonate est composé d'un thème et de cinq variations sur ce thème. C'est malgré tout un mouvement assez bref.

#### Le thème
Le thème est composé d'une mélodie accompagnée et sa structure est la même que celle d'un lied : A - B - A'.
- A : En la bémol majeur ; composé de a et a' sous la forme antécédent-conséquent. La partie finit sur le Ve degré : il y a demi-cadence. Et la partie a' finit sur une cadence parfaite.

- B : Il y a modulation en mi bémol majeur et la mélodie passe à la main gauche.

- A' : reprise du A avec quelques changements, et retour à la tonalité principale de la bémol majeur.

#### Les variations du thème
1. Même mélodie mais au second plan ; accords brisés.
2. Tempo égal, mais plus grande vitesse ; inversion des deux mains (mélodie du thème à la main gauche) ; la main droite est en contre-temps par rapport à la main gauche : alternance des deux mains. On peut appeler cela un contrepoint rythmique.
3. Modulation en la bémol mineur ; cette variation est plus syncopée, plus sombre.
4. Retour en la bémol majeur ; artifice rythmique comme la syncope.
5. Le thème revient plus nettement, avec un accompagnement plus fourni (triolet de doubles-croches).

### Maestoso andante, marcia funebre sulla morte d'un eroe
Le thème de la marche funèbre a été joué par une fanfare lors de l'enterrement du musicien. 

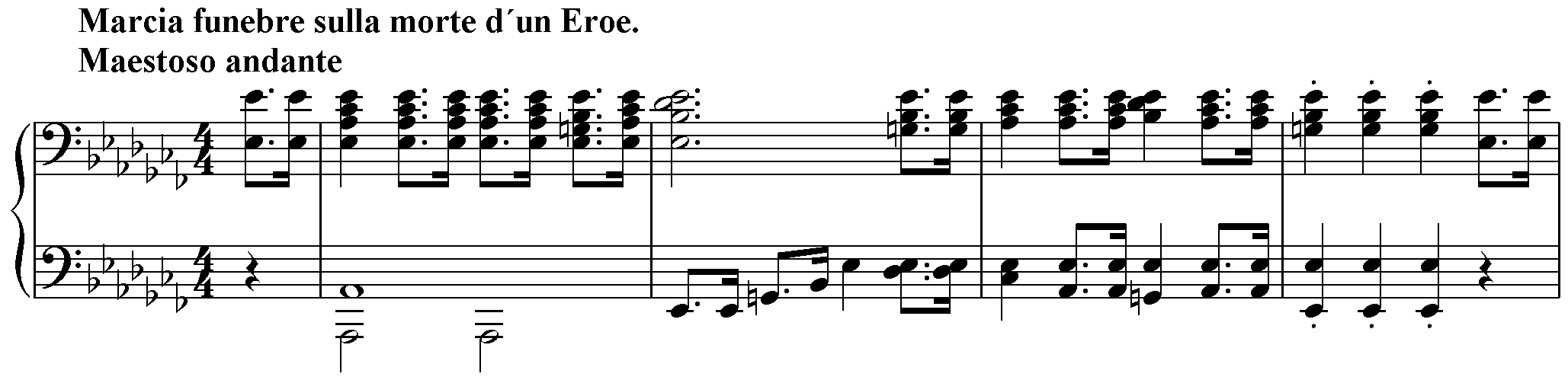
Sonate pour piano no 12 Marche funèbre sur la mort d'un héros, premières mesures